# Съединение на Източна Румелия с Княжество България
Съединението е актът, с който на 6 септември (18 септември по нов стил) 1885 година автономната област Източна Румелия се отцепва от Османската империя и се обединява с Княжество България, противно на решенията на Великите сили на Берлинския конгрес.
До Съединението се стига след народни бунтове в Панагюрище, Чирпан, Пазарджик, Голямо Конаре и други южнобългарски селища, координирани от Българския таен централен революционен комитет. В резултат на военен преврат, оглавен от майор Данаил Николаев, османският губернатор в Пловдив Гаврил Кръстевич е свален от власт и заменен от администрация, назначена от българския княз Александър I.
Съединението провокира Сръбско-българската война (ноември 1885) и Българската криза.

## Ранни опити за съединение
През август 1878 г. в Пловдив, Търново и други български градове възникват комитетите „Единство“, които си поставят за цел национално обединение противно на Берлинския договор. В началото на 1879 пловдивският комитет в състав Драган Цанков, Константин Величков и други дейци се преименува в Централен комитет за Южна България и се заема с военно обучение на населението под формата на гимнастически дружества. Това става под ръководството на временните руски власти. Поради негативното отношение на останалите Велики сили, те пренасочват усилията на комитета от обединението с Княжество България и Македония към подготовка за отпор срещу предвиденото в Берлинския договор изпращане на турски войски в Източна Румелия.
Изострянето на граничните спорове на Османската империя с Гърция и Черна гора и идването на власт на Гладстон във Великобритания провокират нова акция за съединение през пролетта на 1880 година. В сътрудничество с правителството на Княжество България южнобългарски общественици основават комитетска мрежа със средище в Сливен. До по-решителни действия не се стига, поради отрицателния резултат от дипломатическите сондажи в Лондон и Петербург.
Становището на Великите сили за запазване на статуквото и междуособиците в Княжеството по време на Режима на пълномощията отлагат следващата съединистка акция. Тя се състои през пролетта на 1884 година, когато опозиционната Народна партия организира масови демонстрации в Източна Румелия под лозунга за обединение с Княжеството, и е прекратена скоро след като партията получава властта в областта при новоназначения генерал-губернатор Гаврил Кръстевич.

## Дейност на БТЦРК
От пролетта на 1885 сформираният в Пловдив под ръководството на Захари Стоянов БТЦРК (Български таен централен революционен комитет) се заема с активно пропагандиране на обединението чрез публикации в пресата (вестник „Борба“) и публични демонстрации. Най-масовото мероприятие е отбелязването на годишнината от смъртта на Хаджи Димитър на връх Бузлуджа на 17 юли, на което идват хора от всички краища на Източна Румелия, както и от Княжеството.
В полза на съединението е привлечена опозиционната Либерална партия. В същото време комитетът установява връзки с командира на жандармерията майор Райчо Николов и с много офицери в местните гарнизони. Проведени са разговори и с най-висшия български офицер в Източна Румелия – майор Данаил Николаев, който командва пловдивското полково окръжие. Николаев споделя целите на БТЦРК, но отхвърля плановете за атентат срещу Кръстевич и сформиране на чети като нереалистични. В началото на септември той мобилизира опълчението на Пловдив и околностите под предлог за участие в планирани маневри. Дни по-рано, на 29 август, двама от заговорниците – капитан Сава Муткуров и Димитър Ризов, се срещат с Александър I в Шумен, където се провеждат учения на княжеските войски. Князът ги уверява в подкрепата си, но министър-председателят Петко Каравелов смята начинанието за неблаговременно. Воден от външнополитически и финансови съображения, той възнамерява да осуети поредната съединистка акция, но е изпреварен от събитията.

## Събитията през септември 1885 г.
Първоначалното намерение на БТЦРК е да обяви Съединението на 15 септември, но на 2 септември в Панагюрище избухва бунт, овладян още на същия ден от полицията. Пред опасността от арестуване на организаторите, комитетът решава да ускори начинанието. Представители на БТЦРК заминават за Чирпан, Сливен и други градове на областта, за да поведат бунтовнически групи към Пловдив.
На 5 септември е вдигнато въстание в Чирпан, където привържениците на Съединението с Княжество България установяват собствено управление. Чирпанската чета успява да се измъкне от града и от към север да тръгне за Пловдив, но е застигната и разбита от войскова част при село Калфата (дн. село Съединение), при което загиват петима четници – Иван Данчов, Димитър Йовчев, Петко Запрянов, Георги Сербезов и сливенецът Алекси Хаджиоглу. Независимо от това четата успява да се съвземе и да се присъедини към четата от Голямо Конаре, след което заедно настъпват към Пловдив. От Голямо Конаре и Конуш потеглят чети начело с Продан Тишков – Чардафон и Ангел Чолаков, които достигат областния център през нощта и на следващия ден.
При вестта за размириците в областта източнорумелийските власти, в лицето на председателя на Постоянния комитет Иван Ст. Гешов, се допитват до руския консул в Пловдив, дали да обявят сами Съединението. След като получава отрицателен отговор, правителството разпорежда арестуване на заговорниците и съсредоточава полицейски части в Пловдив. Военните обаче не се подчиняват на заповедите на директора на милицията генерал Август фон Дригалски. През нощта срещу 6 септември войски, командвани от майор Николаев, установяват контрол над Пловдив и без да срещат съпротива, свалят правителството и генерал-губернатора Гаврил Кръстевич. Временно правителство, в което влизат представители на войската и на двете южнобългарски партии начело с Георги Странски, обявява обща мобилизация на мъжете от 18 до 40 години за отпор срещу очакваното турско нападение и кани княз Александър Батенберг да подкрепи Съединението.
Пловдивските събития предизвикват масови демонстрации на подкрепа в Княжеството. Поставен пред свършен факт, Каравелов се заема да утвърди Съединението в сътрудничество с княза. На 8 септември Александър I издава прокламация, с която се обявява за „княз на Северна и Южна България“, а на следващия ден е вече в Пловдив и назначава трима комисари на мястото на временното правителство, което се отказва от пълномощията си. Междувременно княжеското правителство мобилизира армията си и изпраща наличните си войски в подкрепа на милицията в Южна България. Народното събрание, което се събира извънредно на 11 септември, утвърждава тези мерки, като гласува кредит от 5 милиона лева за покриване на военните разходи.

## Международна реакция и признание
След Съединението България е заплашена с война едновременно от Османската империя, която иска да възстанови правата си над Източна Румелия, и Сърбия, която настоява за териториални компенсации. Не желаейки конфликт, в който могат да бъдат въвлечени, Великите сили сдържат турската интервенция, но в същото време изискват от княз Александър да изтегли войските си от Румелия. Поради недоверието си към княза, датиращо още от Режима на пълномощията, руският цар Александър III отказва да подкрепи българската дипломация, макар и да заявява на български делегати, че „за разединение и дума не може да става“. В подкрепа на Батенберг действа Великобритания, която се надява чрез него да елиминира руското влияние в България. На провелата се в края на октомври конференция в Цариград британският представител Уилям Уайт и френският му колега възпрепятстват изпращането на турски комисар, подкрепено от посланиците на останалите сили.
Безрезултатността на посланическата конференция провокира сръбския крал Милан. С подкрепата на Австро-Унгария, в началото на ноември той хвърля войските си срещу България. Последвалата Сръбско-българска война е решена с битката при Сливница. След победата на българите и Букурещкия мирен договор въпросът за разделяне на България повече не е поставен.
Съединението получава дипломатическо и международно признание с българо-турската спогодба от 20 януари и Топханенския акт на Великите сили от 24 март 1886 г. В замяна на османското съгласие за персонална уния на Княжество България и Източна Румелия начело с българския княз България отстъпва на Османската империя Кърджалийска околия и Тъмръшките села. Сливането на Северна и Южна България е утвърдено окончателно едва с признаването на българската независимост през 1908 – 1909 г.

## Последствия
Със Съединението и успешната му защита българите постигат първия етап от националното си обединение и ревизията на Берлинския договор. Територията и населението на Княжество България се увеличават съществено, но това подтиква съседните балкански държави да се обединят трайно срещу идеята за автономия на Македония и Одринско.
В краткосрочен план Съединението и провокираната от него война със Сърбия водят до финансова и вътрешнополитическа дестабилизация на Княжеството, съпроводена с увеличаване на данъчното бреме и трайна, независимо от постигнатите през януари и февруари 1886 г. договорености, заплаха от сръбска и османска страна. Външнополитическата несигурност се допълва от отношението на Русия, която не одобрява начина, по който е постигнато обединението с Източна Румелия, и чрез привържениците си сред политическите сили и в армията се противопоставя на княз Александър Батенберг в момент, когато престижът му сред националистите е най-висок. Борбите между русофили и русофоби ескалират с Деветоавгустовския преврат, последван от абдикация на Батенберг и скъсване на българо-руските отношения през есента на 1886 г.

## Памет
На Съединението са наречени улиците „6-и септември“ в Центъра (Карта) и „Съединение“ в квартал „Гео Милев“ (Карта) в София.